# L’Arpeggiata
L’Arpeggiata – międzynarodowy zespół wokalno-instrumentalny, powstały w 2000 z inicjatywy Christiny Pluhar. Specjalizuje się w łączeniu kompozycji XVII wieku, zwłaszcza włoskich, hiszpańskich, francuskich i neapolitańskich, z elementami współczesnej muzyki pop i jazzu.
Zespół występował na takich festiwalach i salach koncertowych jak: Utrecht Oude Muziek, Anvers Festival des Flandres, Rencontres à Vézelay, Arques la Bataille, Pfingstfestspiele Melk, Brugge Concertgebouw, Festival de l’Abbaye d’Ambronay, Festival de Musique Baroque de Pontoise, Early Music Festival de Saint-Pétersbourg, Festival de Sully-sur-Loire, Festival du Haut Jura, Festival de la Vézère, Festival de Musica Antigua de Darocca, Festival de Torroella de Montgri, Sanscouci Festival Potsdam, Festival Atlantique Açores, Théâtre de Bordeaux, Vredenbourg Center Utrecht, Concertgebouw w Amsterdamie. Gościł także kilkakrotnie w Polsce, m.in. w Krakowie w ramach festiwalu Misteria Paschalia.
W latach 2009–2012 zespół nagrywał dla wytwórni Virgin Classics, zaś od 2014 roku nagrania są tworzone dla Erato Records.

## Nagrody

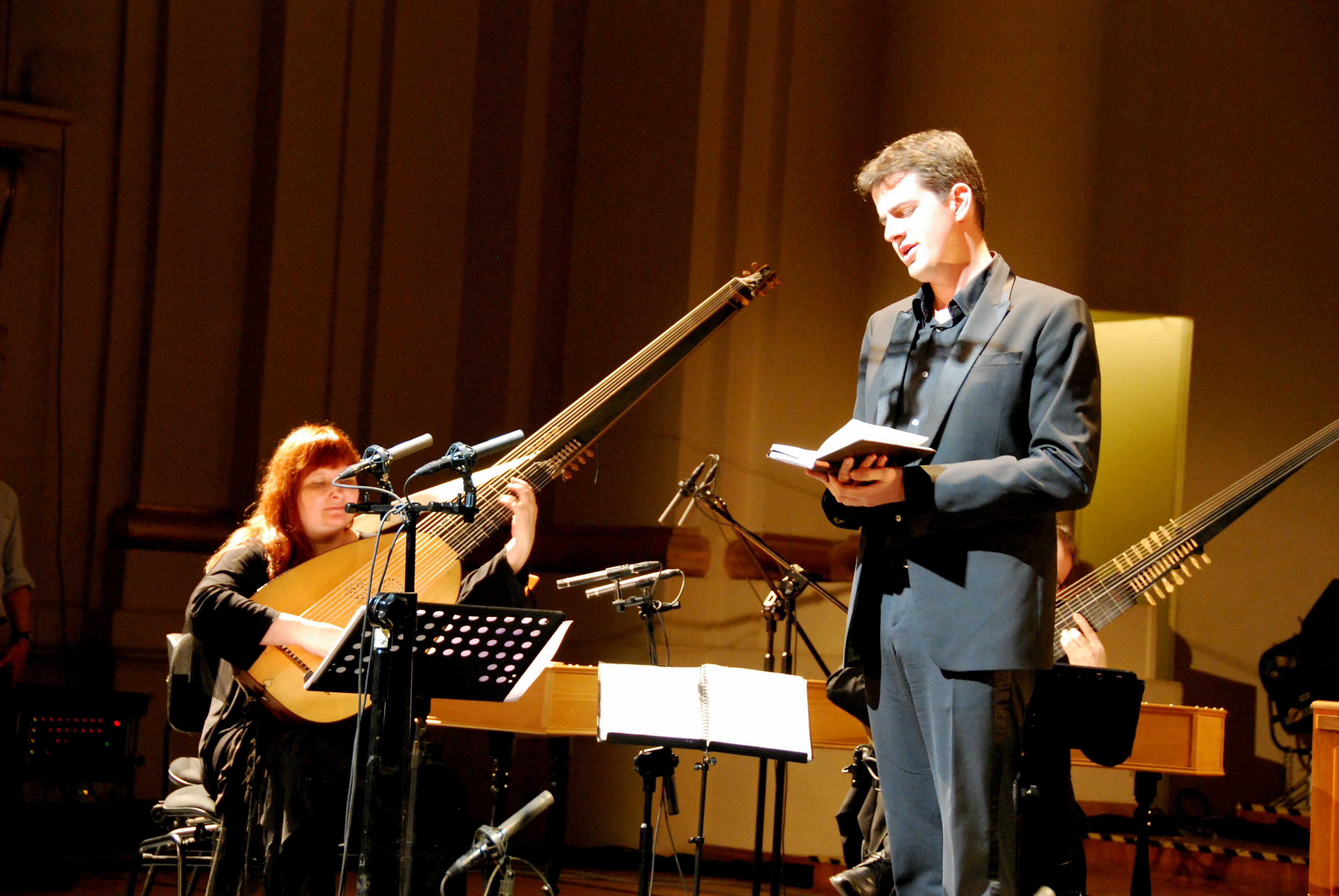
Christina Pluhar (założycielka zespołu) i Philippe Jaroussky podczas koncertu w Filharmonii Krakowskiej w ramach festiwalu Misteria Paschalia, 21 kwietnia 2011

Ich pierwsze nagranie – La Villanella otrzymało we wrześniu 2001 wyróżnienie „Event of the month” przyznane przez Répertoire des disques oraz nagrodę „Premio Internationale del disco per la musica italiana”. Druga pozycja w dyskografii – Homo fugit velut umbra otrzymała „10 de Répertoire”, „Diapason Découverte”, „CD of the Week” przyznane przez BBC, „CD of the Month” przyznane przez Amadeus oraz „Prix Exellentia by Pizzicato”. La Tarantella zostało wyróżnione „10 de Répertoire”, „CD of the Week” przyznanym przez France Musique, „CD of the Month” przyznanym przez Toccata. Album All’Improvviso otrzymał „Timbre de platine” przyznane przez Opéra international oraz „CD of the Month” przyznany przez BBC Magazine.
W 2009 za album Teatro d’Amore z nagraniami Monteverdiego z udziałem Philippe'a Jaroussky'ego i Nurii Rial zespół otrzymał „Echo Klassik Preis” oraz za to samo nagranie w 2010 – „Edison Classic Price”.

## Dyskografia
Opracowano na podstawie.
- 2002 – Kapsberger: La Villanella – Johannette Zomer, Pino de Vittorio, Hans-Jorg Mammel, Christina Pluhar, L’Arpeggiata; Alpha 012
- 2002 – Landi: Homo fugit velut umbra... – Johannette Zomer, Marco Beasley, Stephan van Dyck, Alain Buet, Christina Pluhar, L’Arpeggiata; Alpha
- 2002 – La Tarantella – Antidotum Tarantulae – Lucilla Galeazzi, Marco Beasley, Alfio Antico, Christina Pluhar, L’Arpeggiata; Alpha 503
- 2004 – All'Improvviso – Lucilla Galeazzi, Marco Beasley, Gianluigi Trovesi, Christina Pluhar, L’Arpeggiata; Alpha 512
- 2005 – Cavalieri: Rappresentatione di Anima, et di Corpo – Christina Pluhar, L’Arpeggiata; Alpha 065
- 2007 – Los Impossibles – The King’s Singers, Christina Pluhar, L’Arpeggiata; Naive
- 2009 – Monteverdi: Teatro D'Amore – Philippe Jaroussky, Nuria Rial, Cyril Auvity, Jan van Elsacker, Joao Fernandez, Christina Pluhar, L’Arpeggiata; Virgin Classics 2361402
- 2010 – Via Crucis – Nuria Rial, Barbara Furtuna, Philippe Jaroussky, Christina Pluhar, L’Arpeggiata; Virgin Classics 6945770
- 2011 – Monteverdi: Vespro della Beata Vergine – Christina Pluhar, L’Arpeggiata; Virgin Classics 60309723
- 2012 Los Pájaros perdidos - The South American Project Philippe Jaroussky Virgin Classics
- 2013 Mediterraneo - Mísia fado singer, Nuria Rial, Raquel Andueza, Vincenzo Capezzuto, Katerina Papadopoulou.
- 2014 Music for a While: Improvisations on Henry Purcell. Philippe Jaroussky, Raquel Andueza, Vincenzo Capezzuto, Dominique Visse. Erato Records
- 2015 Francesco Cavalli: L'Amore Innamorato. Nuria Rial and Hana Blažíková. Erato Records
- 2017 Händel Goes Wild: Improvisations on G.F. Handel. Valer Sabadus, Nuria Rial. Erato Records
- 2018 Himmelsmusik
- 2019 La Lyra D'Orpheo - Arapa Davidica